# Litsea myricopsis
Litsea myricopsis là loài thực vật có hoa trong họ Nguyệt quế. Loài này được H. Lév. miêu tả khoa học đầu tiên năm 1916.